# Guerra en el Paraíso
La Guerra en el Paraíso (1997) es una obra de Carlos Montemayor que trata la guerrilla de Lucio Cabañas en el estado de Guerrero a finales de los años sesenta y principios de los setenta. Narra, en dos diálogos distintos en forma intercalada, por un lado las voces de los pobres, de Lucio Cabañas, y las voces del Ejército y del Estado. Dota de vida a los personajes que intervinieron en la guerra sucia, de tal forma que expresa lo que pudo haber sucedido en tales fechas. Cabe señalar que no son diálogos reales, sino mera interpretación del autor para explicar los hechos según su visión.
En la novela se hace un trazado de los lugares y hechos que llevaron a cabo, tanto la guerrilla como el Ejército, haciendo una meticulosa descripción de los atropellos y torturas que los mandos militares perpetraron en contra de los indígenas de Guerrero; asimismo, las acciones tomadas por la guerrilla y la reacción del Ejército. Se toca el tema de las versiones oficiales que el gobierno emite a cada matanza, cubriendo con eufemismos y demagogia las vejaciones realizadas, es decir, de forma intrínseca se hace notar la represión sufrida por activistas, periodistas y civiles durante ese periodo de la historia de México.[cita requerida]
El final es plenamente metafórico, y sale un poco de las versiones conocidas, sin ser radicalmente opuesto. En el documental La guerrilla y la esperanza, se menciona que Lucio murió acribillado en un campamento, pero minutos antes el delator sacó a un familiar suyo del campamento para salvarle la vida.[cita requerida]
Cabe mencionar que la obra escrita por Carlos Montemayor está basada,en su mayoría, en un libro relatado o escrito por un compañero de Lucio Cabañas que convivió con él en la sierra, Eleazar Campos Gómez, quien a su obra le dio el título Lucio Cabañas y el Partido de los Pobres: una experiencia guerrillera en México.[cita requerida]